# Jorge Martins
Jorge Manuel Martins da Silva (ur. 12 sierpnia 1954 w Barreiro) – piłkarz portugalski grający na pozycji bramkarza.

## Kariera klubowa
Karierę piłkarską Martins rozpoczął w klubie FC Barreirense. W sezonie 1970/1971 zadebiutował w jego barwach w pierwszej lidze portugalskiej. Od czasu debiutu był pierwszym bramkarzem zespołu. Na sezon 1977/1978 trafił do Vitórii Setúbal, a następnie wrócił do Barreirense i grał w nim w latach 1978–1980. W 1980 roku przeszedł do Benfiki Lizbona, gdzie był rezerwowym dla Manuela Bento. W 1981 roku wywalczył z Benfiką mistrzostwo i Puchar Portugalii. W 1982 roku został piłkarzem SC Farense z miasta Faro, a w 1983 roku ponownie został piłkarzem Vitórii Setúbal. W 1985 roku przeszedł do CF Os Belenenses z Lizbony. Po 4 latach gry w Belenenses po raz trzeci trafił do Vitórii Setúbal. W 1992 roku jako 38-latek zakończył karierę.

## Kariera reprezentacyjna
Martins nigdy nie zadebiutował w reprezentacji Portugalii. Był jednak powołany przez selekcjonerów Fernanda Cabritę do kadry na Euro 84 i Joségo Augusta Torresa do kadry na mistrzostwa świata w Meksyku 1986. Na obu turniejach był trzecim bramkarzem i rezerwowym dla Manuela Bento i Vítora Damasa.